# Kipton

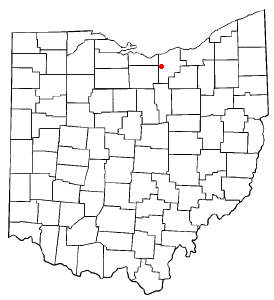
Kipton na planie stanu Ohio

Kipton – wieś w USA, w stanie Ohio, w hrabstwie Lorain.
Według danych z 2000 roku wieś miała 265 mieszkańców.